# Ден Рейнольдс
Деніель Колтер «Ден» Рейнольдс (англ. Daniel Coulter Reynolds; нар. 14 липня 1987, Лас-Вегас, Невада, США) — американський музикант, автор пісень, мультиінструменталіст і музичний продюсер; фронтмен та засновник рок-гурту «Imagine Dragons».

## Ранні роки
Ден — сьомий із дев'яти дітей Крістін М. (до шлюбу Келістер) і Рональда Рейнольдса; народився 14 липня 1987 року в Лас-Вегасі, штат Невада. У 2005 році Ден як хлопчик-скаут досяг найвищої позиції в ієрархії скаутів Америки. Рейнольдс є членом Церкви Ісуса Христа Святих останніх днів. Коли йому було 19 років, розпочав працювати повний день волонтером у Небрасці, де пропрацював на добровільних засадах наступні два роки. Про свої колись досить непрості взаємини із батьками Рейнольдс написав пісню «I Bet My Life». Після закінчення школи Ден навчався в одному з університетів Лас-Вегаса, а пізніше — в Університеті Брігама Янга.

## Кар'єра

### Imagine Dragons (2008— наш час)
Рейнольдс у юності не надто хотів стати музикантом; частково тому, що його майбутній колега по гурту Вейн Сермон одного разу сказав йому: «Не займайся музикою тільки тому, що тобі так хочеться — займайся музикою, якщо ти мусиш це робити». Після того, як Ден почав навчатись в університеті Брігама Янга, він зрозумів, що не може «робити щось інше» та повністю зосередився на кар'єрі музиканта. Там же Рейнольдс зустрів ударника Ендрю Толмана, і разом вони утворили гурт «Imagine Dragons». З Деном як вокалістом гурт переміг в декількох локальних музичних змаганнях. Басист Бен Маккі приєднався до гурту у Лас-Вегасі після того, як гурт покинув Толман у 2011 році, запросивши Дена Платцмана грати на ударних, сформувавши таким чином нинішній склад «Imagine Dragons». Перший «прорив» для гурту трапився у 2010 році, коли захворів фронтмен гурту «Train», і «Imagine Dragons» були запрошені замінити їх на фестивалі «Bite of Las Vegas» перед більш ніж 26-тисячним натовпом. У листопаді 2011 року гурт підписав контракт із лейблом «Interscope Records» та розпочав співпрацю із продюсером Alex da Kid.
«Imagine Dragons» представили свій дебютний студійний альбом «Night Visions» 4 вересня 2012 року. Перед виходом альбому гурту представив свій перший сингл під назвою «It's Time» 18 серпня 2012 року. Платівка перебувала у верхній десятці американського чарту у 2012, 2013 та 2014 роках. За цей альбом гурт отримав «Billboard Music Award» як «найкращий рок-альбом» та був номінований на нагороду «Juno Award» як «альбом року». Другий сингл гурту під назвою «Radioactive» досяг 3 позиції у Billboard Hot 100, також перебуваючи на вершині чарту «Billboard Rock Songs» протягом 23 тижнів поспіль та 87 тижнів знаходячись у чарті «Billboard Hot 100». Журнал «Rolling Stone» назвав цю композицію «рок-хітом року». Комерційно ця пісня стала найбільш успішною у цифровій історії із більш ніж 7.5 мільйонами проданих копій у США, де отримала «діамантову» сертифікацію від RIAA. Третій сингл «Demons» досяг 6 позиції у Billboard Hot 100 та займає 8 позицію у списку комерційно найуспішніших рок-пісень із загальним тиражем у понад 5 мільйонів копій у США. «Imagine Dragons» були номіновані на дві премії Ґреммі — «пісня року» та «найкращий рок-перформенс», у якій і перемогли. Також вони отримали дві нагороди «AMAs» як «улюблений альтернативний виконавець», «Teen Choice Awards» як «найкращий рок-гурт», «World Music Awards» за «найкращий рок-перформенс» та «Billboard Music Award» як «найкращий рок-виконавець». Гурт вперше виступив хедлайнером на «Made in America Festival» та зібрав багато слухачів та позитивні відгуки після виступу на фестивалі «Lollapalooza» у 2014 році.
У лютому 2015 року гурт представив другий студійний альбом «Smoke + Mirrors», який дебютував на вершині американського, британського та канадського чартів. Два сингли із цього альбому («I Bet My Life» і «Shots») перебували у чарті «Billboard Hot 100».
Свій третій студійний альбом «Evolve» гурт представив 23 червня 2017 року. Платівка дебютувала на 2 позиції у чарті Billboard 200 та очолила канадський чарт. Сингли «Believer», «Thunder» і «Whatever It Takes» досягли 4, 4 та 12 позиції відповідно у чарті Billboard Hot 10. «Believer» перебував на вершині чартів Billboard Hot Rock Songs (29 тижнів), «Alternative Songs» (13 тижнів) та «Adult Top 40». «Thunder» також перебував у топі Billboard Hot Rock Songs (21 тиждень), Alternative Songs (3 тижні) та «Mainstream Top 40»; «Whatever It Takes» — у топі Billboard Rock Songs (8 тижнів) та Alternative Songs (3 тижні). У 2018 році гурт було номіновано на ще дві премії Ґреммі; також музиканти отримали нагороду «iHeartRadio Music Award» як «альтернативний рок-виконавець року».

### Egyptian (2010)
«Imagine Dragons» були запрошені виступити із гуртом Nico Vega, де Рейнольдс познайомився із їхньою вокалісткою Ейжею Волкман. Ден запросив її попрацювати над декількома демоверсіями своїх майбутніх пісень. Згодом вони розпочали спільну роботу, називаючи себе «Egyptian» та випустили мініальбом під однойменною назвою. Цей матеріал наживо було представлено лише один раз.

### X Ambassadors (2013)
У 2013 році Ден помітив альтернативний гурт X Ambassadors, який на той час ще не працював із жодним лейблом. У результаті Рейнольдс виступив посередником між гуртом та лейблом KidinaKorner/Interscope Records. Ден став співавтором декількох пісень із їхнього дебютного альбому «VHS», який згодом став «золотим» у США.

## Особисте життя
5 березня 2011 року Ден Рейнольдс та музикантка Ейжа Волкман одружились. У них четверо дітей: Ерров Ів Рейнольдс (8 серпня 2012), близнюки Ґія Джеймс та Коко Ре Рейнольдс (28 березня 2017), також Валентайн Рейнольдс (1 жовтня 2019 року). 26 квітня 2018 року Рейнольдс оголосив, що після семи років шлюбу він та Ейжа розлучаються. 6 листопада 2018 року під час релізу нової пісні «Bad Liar» стало відомо, що Ден і Ейжа знову разом. Ден оголосив, що вони не підписували ніяких документів щодо розлучення, тож вони офіційно залишаються у парі. Також він повідомив, що пісню «Bad Liar» вони з Ейжею писали разом. У вересні 2022 року пара знову розійшлась. 18 квітня 2023 року Ейжа Волкман подала на розлучення. Розлучення було оформлено 26 березня 2024 року. З 2022 року зустрічається з американською акторкою Мінкою Келлі.
Рейнольдс має хворобу анкілозуючий спондилоартрит, про який він оголосив у Лідсі First Direct Arena у 2015 році під час туру групи Smoke + Mirrors. У 2016 році він співпрацює з Novartis's ThisASLife для підвищення обізнаності про важке запальне захворювання. У тому ж році Рейнольдс сказав в одному з інтерв'ю, що протягом останніх двох років у нього була сильна депресія і він часто відвідує терапевта. Також хворіє на виразковий коліт з 21 року. Багато пісень на Night Visions були натхненні його депресією. Він прагне дестигматизувати й змінити спосіб сприйняття суспільством депресії та акту звернення за професійною допомогою. У квітні 2018 року він почав розповідати про свої проблеми з фізичним та психічним здоров'ям у своїх акаунтах у соціальних мережах і продовжує пропонувати обнадійливі повідомлення про підтримку своїм шанувальникам та іншим, хто також бореться.

## Дискографія
Студійні альбоми
- Night Visions (2012)
- Smoke + Mirrors (2015)
- Evolve (2017)
- Origins (2018)
- Mercury – Act 1 (2021)
- Mercury – Act 2 (2022)
- Loom (2024)

| Music | Music                                         | Music                                        | Music                      | Music                                                             |
| Рік   | Твір                                          | Виконавець                                   | Альбом                     | Роль                                                              |
| ----- | --------------------------------------------- | -------------------------------------------- | -------------------------- | ----------------------------------------------------------------- |
| 2011  | Всі пісні                                     | Egyptian                                     | Egyptian — EP              | Співавтор, продюсер, виконавець                                   |
| 2013  | «Stranger», «Fear»                            | X Ambassadors                                | Love Songs Drug Songs, VHS | Співавтор, продюсер                                               |
| 2013  | «Heart Upon My Sleeve»                        | Avicii                                       | True                       | Вокал (на альтернативній версії пісні, яка не потрапила у альбом) |
| 2014  | «Nothing Quite Like Home»                     | G. Love & Special Sauce за уч. Бена Гарпера  | Sugar                      | Співавтор                                                         |
| 2014  | «I Believe (Get Over Yourself)» «I'm On Fire» | Nico Vega                                    | Lead to Light              | Співавтор, продюсер                                               |
| 2016  | «Someone Else»                                | Стів Анжелло                                 | Wild Youth                 | Вокал                                                             |
| 2016  | «Hands»                                       | Various Artists for Orlando                  | N/A                        | Вокал                                                             |
| 2017  | «Last Day Alive»                              | The Chainsmokers за уч. Florida Georgia Line | Memories…Do Not Open       | Співавтор                                                         |
| 2018  | «Lyin'»                                       | Bishop Briggs                                | Church Of Scars            | Співавтор, вокал                                                  |

## Державні нагороди
- Орден «За заслуги» III ступеня (Україна, 23 серпня 2022) — за значні особисті заслуги у зміцненні міждержавного співробітництва, підтримку державного суверенітету та територіальної цілісності України, вагомий внесок у популяризацію Української держави у світі.[42]